# 만나이

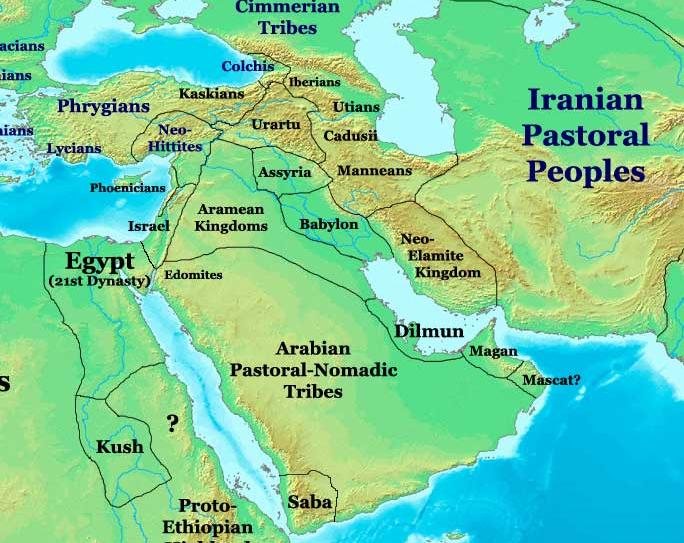
기원전 10세기의 고대 근동: 이란고원의 서쪽에 위치한 자그로스산맥의 북부, 즉 지금의 이란의 북서부에 만나이 왕국(지도에서 "Manneans")이 있으며, 만나이 왕국은 서쪽으로 우라르투 제국(지도에서 "Urartu")과 아시리아 제국(지도에서 "Assyria")과 이웃하고 있다

만나이(아카드어: Mannai, 영어: Mannaeans)는 기원전 10세기경부터 7세기경까지 오늘날의 이란 북서부의 우르미아호의 남쪽 지역에 살았던 고대 민족이다. 만나이인이 살았던 이 지역을 만나(Manna)라고 한다. 만나이인의 나라를 통상적으로 만나이 왕국(Kingdom of Mannai)이라 하는데, 《구약성경》에 나오는 민니(히브리어: מנּי Minni: 예레미아 51:27)가 만나이 왕국일 가능성도 있다.
당시에 만나이 왕국은 아시리아 제국(신 아시리아 제국: 911~612 BC 또는 934~605 BC)과 우라르투 제국(1350~590 BC 또는 860~585 BC)과 이웃하고 있었으며, 또한 이 두 제국 사이에 존재한 무사시르(Musasir)와 지키르타(Zikirta)와 같은 작은 완충국들과도 이웃하고 있었다.

## 지도

기원전 820년~785년의 우라르투 제국과 주변 지역: 노란색은 우라르투 제국(지도에서 "Lake Urmia")의 강역이며 보라색은 신 아시리아 제국의 강역이다. 지도의 오른쪽 아래, 즉 우르미아호의 남쪽에 만나이 왕국의 지역을 뜻하는 만나(지도에서 Manna)가 표시되어 있다. 우르미아호의 서쪽, 즉 우라르투 제국과 만나 사이에 무사시르(지도에서 "Musasir")가 있다. 우르미아호의 남동쪽, 즉 만나의 바로 위쪽에 지키르타(지도에서 "Zikurtu")가 있다.

## 같이 보기
- 이란의 역사
- 아시리아
- 우라르투
- 메디아